# The Sims 3: Late Night
The Sims 3: Late Night je treći dodatak na popularnu igru simulacije stvarnoga života The Sims 3 i sličan je prethodnim dodacima The Sims 2: Nightlife za The Sims 2 i The Sims: Hot Date za The Sims. Late Night sadrži neke elemente The Sims: House Party, The Sims: Superstar i The Urbz: Sims in the City.
Dodatak isto tako predstavlja i novi grad "Bridgeport" koji je baziran na San Franciscu i Los Angelesu. Bridgeport je podijeljen na urbano područje centra grada, manje naseljeno područje gornjeg grada i na brdovito predgrađe gdje žive bogati i slavni.

## Igra
Glavni novine u The Sims 3: Late Night su noćni klubovi, barovi, nove karijere, vještine i osobine. Isto tako u Create-a-Sim dodana je nova opcija za podešavanje mišićne definicije i veličine grudi. U Late Night se isto tako uvode dizala i stanovi koji su isto tako bili predstavljeni u The Sims 2: Apartment Life. Međutim u stanovima može živjeti samo jedna obitelj. Vampiri koji su se prvi put pojavili u The Sims 2: Nightlife ponovno su predstavljeni i uvedeni u igru. Glavna razlika između vampira u The Sims 3 i u The Sims 2 je ta što sada vampiri imaju sposobnost čitanja misli, bržeg učenja vještina i bržeg trčanja.